# HD 191829
HD 191829 (eller HR 7714) är en ensam stjärna i den mellersta  delen av stjärnbilden Kikaren. Den har en skenbar magnitud av ca 5,63 och är svagt synlig för blotta ögat där ljusföroreningar ej förekommer. Baserat på parallax enligt Gaia Data Release 2 på ca 4,6 mas, beräknas den befinna sig på ett avstånd på ca 710 ljusår (ca 218 parsek) från solen. Den rör sig bort från solen med en heliocentrisk radialhastighet på ca 14 km/s.

## Egenskaper
HD 191829 är en orange till gul jättestjärna av spektralklass K4 III. Den har en massa som är ca 1,2 solmassor, en radie som, baserat på en uppmätt vinkeldiameter av 1,98 ± 0,16 bågsekunder,  är ca 46 solradier på det beräknade avståndet och har ca 561 gånger solens utstrålning av energi från dess fotosfär vid en effektiv temperatur av ca 3 800 K.